# Anonymous (filme)
Anonymous (bra: Anônimo; prt: Anónimo) é um filme de 2011 dirigido por Roland Emmerich para a Sony Pictures e distribuído pela Columbia Pictures. 

## Sinopse
O filme explora a antiga teoria de que as peças de William Shakespeare teriam sido escritas, na verdade, pelo conde de Oxford, Edward de Vere. Como pano de fundo, um momento histórico: os conflitos causados pela sucessão da rainha Elizabeth 1.ª.